# Daphne Olivier

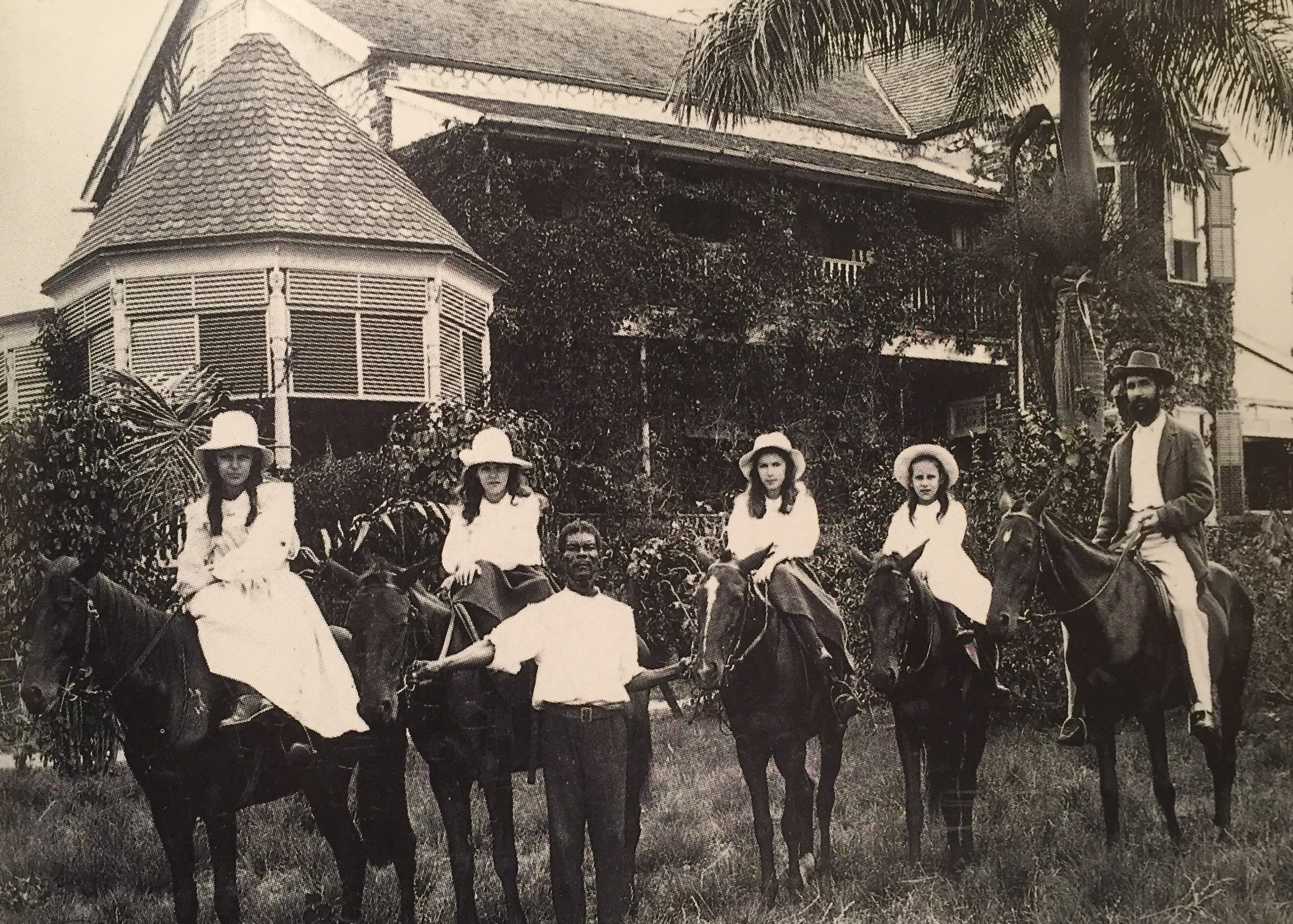
Sir Sydney Olivier med döttrar på Jamaica 1903. Från vänster: Margery, Daphne, Bryhild och Noel.

Daphne Olivier, född 1889, död 14 juli 1950, var en lärare och pedagog som införde waldorfpedagogiken i Storbritannien. Tillsammans med sina systrar, ”The Olivier Sisters”, hade hon betydelse för tidig feminism i den tid av nytänkande som Bloomsburygruppen öppnat för.

## Biografi
Daphne var den tredje dottern av den brittiska politikern, guvernören och fabianisten baron Sydney Olivier och Margaret Cox. Hon växte upp med sina systrar Margery (1886–1974), Brynhild (1887–1935) och Noël (1893–1969) och hon var kusin till skådespelaren Laurence Olivier (1907–1989).
Hon studerade medeltida och moderna språk på Newnham College i Cambridge och tillhörde tillsammans med sina systrar Brynhild och Noël dels en krets kring Bloomsburygruppen och John Maynard Keynes, dels den krets kring Rupert Brooke som Virginia Woolf kallade The Neo-Pagans.
Efter examen 1913 började hon arbeta som lärare, men efter några år blev hon intresserad av antroposofi och de pedagogiska tankar som då hade framförts Rudolf Steiner. Hon deltog i en pedagogisk konferens som Rudolf Steiner höll i Stuttgart 1922. Samma år mötte hon filosofen och författaren Owen Barfield och hans vän Cecil Harwood på en konsert med English Folk Dance Society, där hon sjöng och spelade fiol. Via henne kom de båda att bli intresserade av antroposofi.
Hon kontaktade Rudolf Steiner för att få stöd för tanken att starta en Waldorfskola i England. Därefter samlade hon ytterligare tre  kvinnor som lärare. Men efter Steiners råd att också ha manliga lärare frågade hon sin vän Harwood, som tackade ja. Skolan grundades 1925 i södra London och kallades inledningsvis "The New School". Den flyttades senare till Forest Row i East Sussex och namnet ändrades till Michael Hall.
Daphne och Cecil Harwood gifte sig den 14 augusti 1925 och fick fem barn. Harwood var en vän till C.S. Lewis som ofta var på besök i parets hem i London. Lewis blev gudfader till deras son Laurence.
Vid sidan av arbetet som lärare var Daphne också översättare. Hon översatte ett flertal av Steiners verk till engelska. Hon dog i cancer 1950.